# Rainieria plectilis
Rainieria plectilis är en tvåvingeart som beskrevs av Giglio-tos 1893. Rainieria plectilis ingår i släktet Rainieria och familjen skridflugor. Inga underarter finns listade i Catalogue of Life.